# Форрест, Диандра
Диандра Форрест (англ. Diandra Forrest, род. 22 октября 1989; Бронкс, Нью-Йорк, США) — афроамериканская топ-модель и фотомодель, отличающаяся альбинизмом.

## Биография и карьера
Форрест родилась в Бронксе, район Нью-Йорка, США. Имеет брата, также страдающего альбинизмом. Так как ей приходилось терпеть унижения от сверстников, родители Диандры вынуждены были перевести девочку из государственной школы в специализированную. Начала модельную карьеру после того, как её заметил фотограф Шамир Хан (англ. Shameer Khan) во время шоппинга.
С 2009 г. сотрудничала с агентствами Ford Models Europe — Paris (по 2010 г.) и Elite Model Management — New York(по 2011 г.). Ныне состоит в агентствах: Izaio Models, Profile Model Management — London, Angels & Demons Model Management, Red Model Management — New York.
Принимала участие в фотосессиях таких лейблов, как MAC, Mirza Mperial, Norma Ishak.
Появилась на американской мартовской обложке журнала «U Mag» за 2009 г. Также снималась для журналов Glamour, Cake Magazine, Interview, Allure, Schon.
Была задействована в съёмках клипа Канье Уэста на песню «Power», также в видеоролике были заняты супермодели Джессика Уайт и Ирина Шейк.
Вместе с другой моделью-альбиносом Шоном Россом в 2009 г. приняла участие в Шоу Тайры Бэнкс, где они поведали о трудностях в жизни альбиносов.
В июне 2014 года приняла участие в клипе Beyonce «Pretty Hurts».
Исполнила роль Маты Мвамбы в короткометражном фильме "Афронавты" (2014). 
У Диандры есть дочь Рэйн.